# Дукак бен Тутуш
Абу́ Наср Шамс аль-Мулю́к Дука́к бен Тутуш (араб. شمس الملوك أبو نصر دقاق بن تتش‎; ум. 8 июня 1104) — сельджукский султан Дамаска с 1095 года.
Сын Тутуша I и Хатун Сафат аль-Мульк. Его атабеком (воспитателем) был Тугтегин.
В 1095 году после смерти отца унаследовал Джазиру.
Жил в Алеппо у своего старшего брата Ридвана — султана Сирии. В том же году восстал и захватил Дамаск. Началась гражданская война, в ходе которой Дукака поддержали Яги-Сиван Антиохийский и Ильгази, правитель Иерусалима. На стороне Ридвана выступил брат Ильгази Сокмен из династии Артукидов. Война шла с переменным успехом, но прекратилась после известия о прибытии крестоносцев.
В 1100 году Дукак в предместьях Бейрута устроил засаду Балдуину I Эдесскому, направлявшемуся в Иерусалим для вступления на королевский престол. Крестоносцы смогли организовать оборону, и войско Дукака было вынуждено отступить.
В 1103 году захватил Хомс.
В 1104 году тяжело заболел и по совету матери назначил своего бывшего атабека Тугтегина атабеком своего малолетнего сына — Тутуша II. В результате этого после смерти Дукака Тугтегин захватил власть в Дамаске и основал династию Буридов, правившую до 1154 года.